# The Shield

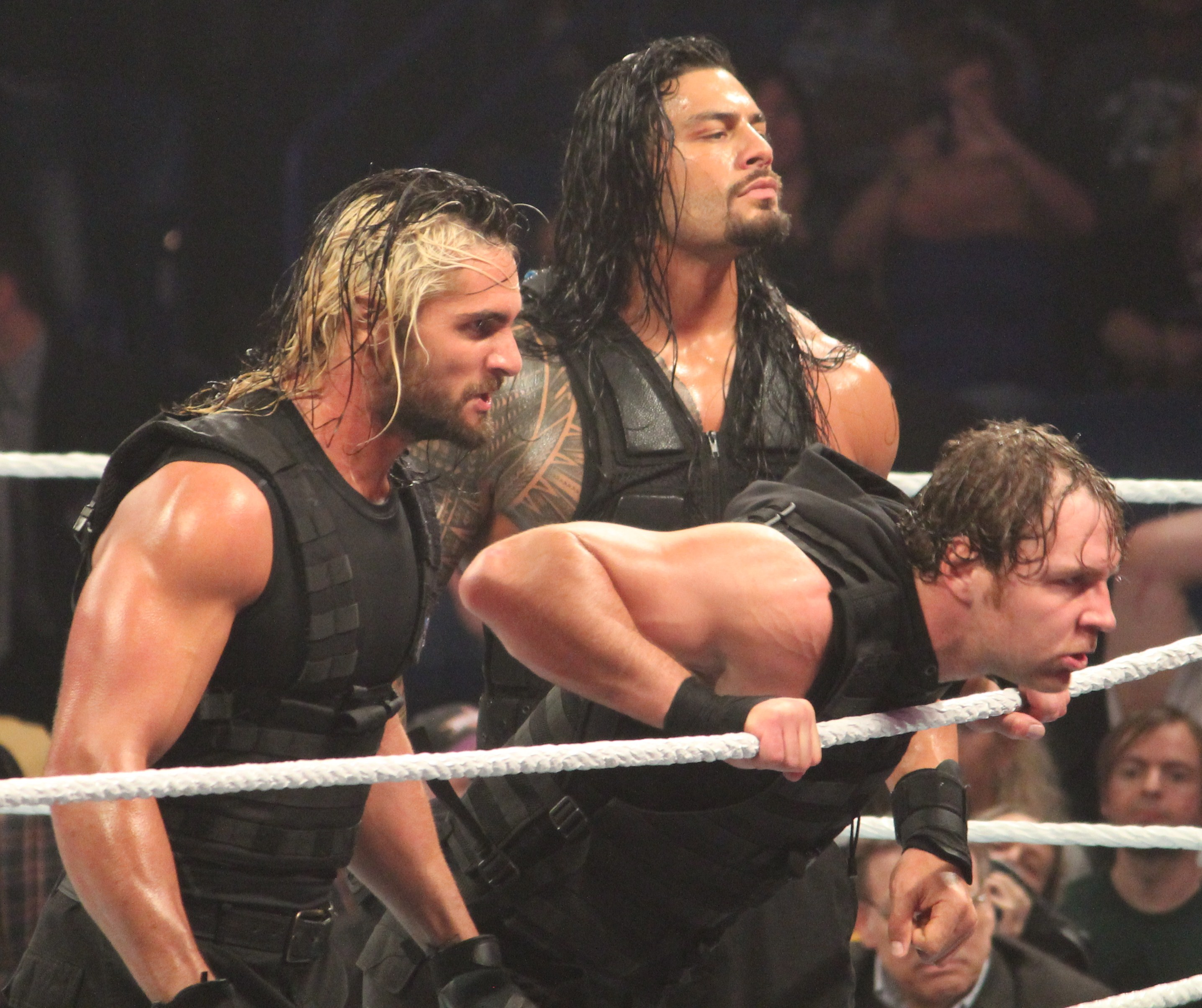
The Shield at the post-WrestleMania Raw in 2014

The Shield este un stable de wrestling din WWE format din Dean Ambrose, Seth Rollins și Roman Reigns. Grupul a debutat pe 18 noiembrie 2012, la pay-per-view-ul Survivor Series si prima sa luptă oficiala la TLC: Tables, Ladders & Chairs din acel an. The Shield a fost o forță dominantă în luptele pe echipe de șase oameni, într-un anumit timp, având o serie invincibilă din decembrie 2012 până în mai 2013, în care au înregistrat o victorie la WrestleMania 29 și a-u învins echipe care conțineau luptatori de talia lui The Undertaker, Kane, Daniel Bryan, Ryback, Big Show, Randy Orton, Sheamus, Chris Jericho si John Cena.
În mai 2013, cei trei membri de la The Shield a-u câștigat campionate la pay-per-view-ul Extreme Rules cu Ambrose câștigand Campionatul Statelor Unite , în timp ce Rollins și Reigns a-u luat Campionatele in Perechi. Rollins și Reigns au fost Campioni în Perechi până în octombrie 2013 și Ambrose a fost Campion al Statelor Unite până în luna mai din 2014, care a fost o detinere record pentru versiunea campionatului din WWE. Ca membru al The Shield, Reigns a câștigat importanță prin stabilirea sau egalarea recordurilor la Survivor Series si Royal Rumble.
În anul 2014, The Shield a înregistrat victorii peste Familia Wyatt și Evolution în lupte pe echipe, precum și o victorie la WrestleMania XXX. În diferite momente ale istoriei sale, The Shield lucrat pentru CM Punk și Autoritatea, trecând mai târziu a se confrunta cu foștii săi angajatori în rivalități separate. A luptat in main event la numeroase Raw si SmackDown la televizor, și a fost evenimentul principal a pay-per-view-ul, Payback, care a fost ultima lor lupta ca grupare.
Rollins a părăsit grupul la data de 2 iunie 2014, când l-a atacat pe Ambrose și Reigns și s-a alăturat lui The Authority. Ambrose si Reigns a luat căi separate ca luptători individuali din iunie 16, 2014, marcând sfârșitul lui The Shield. Acesta este considerat unul dintre gruparile cele mai dominante în istoria WWE.

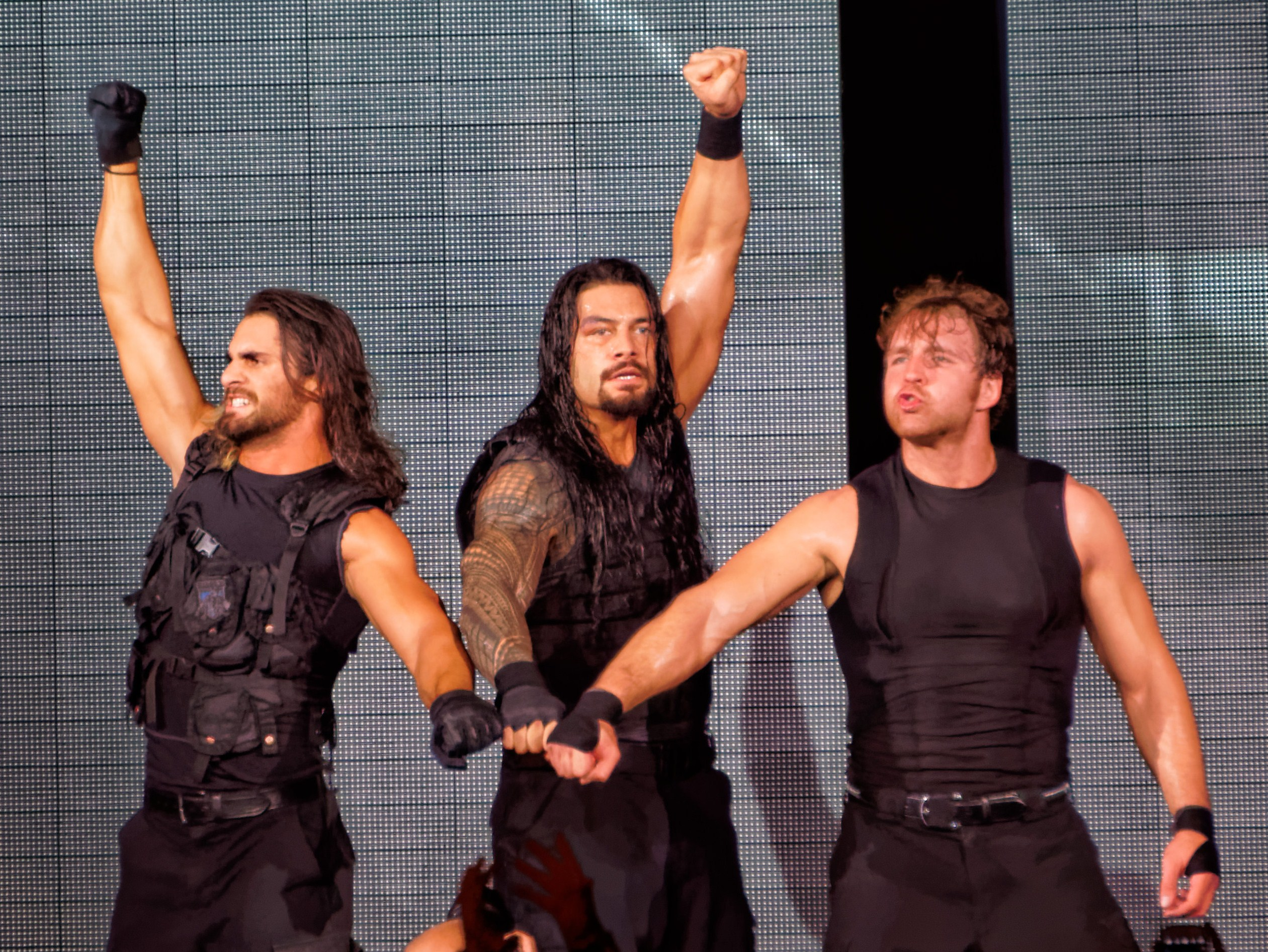
The Shield's fist pose

La data de 8 octombrie 2017 , Seth Rollins , Dean Ambrose si Roman Reigns s-au reunit , reunind din nou The Shield dupa 3 ani de cand acestia s-au destramat. The Shield vor avea un meci la TLC 2017 impotriva lui The Miz , Cesaro si Sheamus.

## În wrestling
- Manevre de final în echipă
  - Triple powerbomb, uneori printr-o masa
  - Combinație de backbreaker rack (Reigns) / Scufundări genunchiul (Rollins)
  - Turnbuckle powerbomb (Rollins), urmată de o suliță (Reigns)
- Miscari semnatura in echipa
  - Combinație de arcul și săgeata întindere (Ambrose) / Scufundări genunchiul (Rollins)
  - Running front dropkick (Ambrose) la un adversar în corzi, urmată de un running single leg dropkick (Rollins)
  - Irish whip a lui Reigns pe Rollins ca să aplice un antebraț sparge la un adversar încolțit, urmat de un sărind rufe a luI Reigns
  - Wishbone split
- Manevre de final a lui Ambrose
  - Dirty Deeds (headlock driver)[1][2]
- Manevre de final a lui Rollins
  - Black out / Peace of Mind (Execută împingerea stomp la cap sau la spate de un adversar în creștere)[3]
  - Scufundări sau o rampă de lansare mare de genunchi[4]
- Manevre de final a lui Reigns
  - Sulița[5]

## Campionate și realizări
- Pro Wrestling Illustrated
  - PWI l-a clasat pe Ambrose pe #26 al celor mai buni 500 de luptători în PWI 500 în 2013.[6]
  - PWI l-a clasat pe Rollins pe #35 în top 500 de luptători în PWI 500 în 2013.[6]
  - PWI l-a clasat pe Reigns pe locul #39 din top 500 de luptători în PWI 500 în 2013.[6]
  - PWI Echipa anului (2013) – Rollins & Reigns

- WWE
  - Campionatul Statelor Unite (1 dată)[7] – Dean Ambrose
  - WWE Tag Team Championship (1 dată)[8] – Seth Rollins Si Roman Reigns